# Deutscher Musikautor*innenpreis
Der Deutsche Musikautor*innenpreis ist ein deutscher Musikpreis, der von der GEMA seit 2009 verliehen wird. Mit dieser Auszeichnung sollen herausragende Textdichter und Komponisten geehrt werden. Die Preisträger werden zum größten Teil von einer Fachjury aus Komponisten und Textdichtern aller Musikrichtungen bestimmt.
Der Preis wird in zehn Kategorien vergeben. Er ist undotiert – bis auf die Kategorie Nachwuchs, deren Gewinner 10.000 Euro erhält. Zusätzlich zu den Kategorien werden auch Preise für das Lebenswerk und für das erfolgreichste Werk vergeben. Für den Nachwuchs-Förderpreis und den Ehrenpreis für das Lebenswerk können auch GEMA-Mitglieder ihre Vorschläge einreichen.
Die Trophäe des Deutschen Musikautor*innenpreises hat die Form eines dreidimensionalen Notenschlüssels und greift die Bewegung eines Metronoms auf: Der Notenschlüssel sitzt auf einer Kugel. In ihr befindet sich eine Klangschale mit einem Klöppel. Wenn man die Skulptur anstößt, schwingt sie hin und her, wobei der Klöppel die Schale anstößt. Entworfen wurde die Trophäe von Viktoria Schmidt und Markus Bauer.
Das Jury-Verfahren 2018 wurde von Musikerinnen wegen der mangelnden Repräsentanz weiblicher Künstler kritisiert. In diesem Jahr war unter 21 Nominierten eine Frau, in der Jury waren ausschließlich Männer an der Auswahl beteiligt. Der Preis wurde in der Folge in Musikautor*innenpreis umbenannt und gendert seitdem konsequent.

## Preishistorie

### 2009
Die Preisverleihung fand am 28. Mai 2009 in der Axica am Pariser Platz in Berlin statt.
- Komposition Filmmusik: Martin Böttcher
- Komposition Pop/Rock: Peter Fox
- Text Pop/Rock: Judith Holofernes
- Komposition Independent: Niels Frevert
- Text Hip-Hop: Die Fantastischen Vier
- Komposition Musiktheater: Detlev Glanert
- Komposition Sinfonik: Manfred Trojahn
- Erfolgreichstes Werk: Annette Humpe
- Nachwuchsförderung: Kai-Uwe Kolkhorst
- Lebenswerk: Peter Thomas

### 2010
Die Preisverleihung fand am 22. April 2010 in der Axica am Pariser Platz in Berlin statt.
- Komposition Dance: Alex Christensen
- Text Schlager: Joachim Horn-Bernges
- Komposition Pop/Rock: David Jost, Dave Roth, Pat Benzner
- Text Pop/Rock: Jan Delay
- Komposition Jazz: Nils Wogram
- Komposition Instrumentalmusik: Rebecca Saunders
- Komposition Experimentelle Musik: Carola Bauckholt
- Erfolgreichstes Werk: Silbermond
- Nachwuchsförderung: Johannes Kreidler
- Lebenswerk: Michael Kunze

### 2011
Die Preisverleihung fand am 14. April 2011 im Hotel Ritz-Carlton in Berlin statt.
- Komposition Instrumentalmusik: York Höller
- Komposition Oper/Lied: Aribert Reimann
- Komposition Film- und Fernsehmusik: Ulrich Reuter
- Komposition Pop: Annette Humpe, Adel Tawil, Florian Fischer, Sebastian Kirchner (Ich + Ich)
- Komposition Rock: Klaus Meine, Rudolf Schenker, Matthias Jabs (Scorpions)
- Text Liedermacher/Lied: Reinhard Mey
- Text Schlager (volkstümliche Musik): Jutta Staudenmayer
- Erfolgreichstes Werk: Der Graf, Henning Verlage (Unheilig)
- Nachwuchsförderung: Alin Coen
- Lebenswerk: Hans Werner Henze

### 2012
Die Preisverleihung fand am 24. Mai 2012 im Hotel Ritz-Carlton in Berlin statt.
- Komposition Filmmusik: Ralf Wengenmayr
- Text Kinderlied: Gerhard Schöne
- Komposition Jazz: Tied & Tickled Trio (Markus Acher, Micha Acher, Johannes Enders)
- Komposition experimentelle Musik/Musik mit Live-Elektronik: Georg Katzer
- Komposition geistliche/sakrale Musik: Dieter Schnebel
- Text Pop: Danny Dziuk
- Komposition Rock: Cäthe (Catharina Sieland)
- Nachwuchsförderung: Sarah Nemtsov
- Erfolgreichstes Werk: Dieter Bohlen
- Lebenswerk: James Last

### 2013
Die Preisverleihung fand am 25. April 2013 im Hotel Ritz-Carlton in Berlin statt.
- Komposition Rock/Pop: Die Toten Hosen
- Komposition Filmmusik: Annette Focks
- Text Pop: Stefan Stoppok
- Text Hip-Hop: Deichkind
- Komposition Sinfonik: Jörg Widmann
- Komposition Kunstlied: Rainer Rubbert
- Komposition Dance/Elektro: Yann Peifer & Manuel Reuter
- Nachwuchsförderung: Torsten Goods & Jan Miserre
- Erfolgreichstes Werk: Die Toten Hosen – Tage wie diese
- Lebenswerk: Klaus Huber

### 2014
Die Preisverleihung fand am 8. Mai 2014 im Hotel Ritz-Carlton in Berlin statt.
- Komposition Jazz: Efrat Alony
- Komposition Filmmusik: Martin Todsharow
- Komposition Elektro: Robot Koch
- Komposition Solokonzert: Isabel Mundry
- Text Mundart: Kasalla
- Komposition zeitgenössische Chormusik: Charlotte Seither
- Text Pop/Rock: Bosse
- Nachwuchsförderung: Marko Nikodijević
- Erfolgreichstes Werk: Sportfreunde Stiller – Applaus, Applaus
- Lebenswerk: Udo Jürgens

### 2015
Die Preisverleihung fand am 21. Mai 2015 im Hotel Ritz-Carlton in Berlin statt.
- Komposition Pop: Tobias Kuhn
- Komposition Hip-Hop: Farhot
- Komposition Musiktheater: Helmut Oehring
- Komposition Orchester: Adriana Hölszky
- Komposition audiovisuelle Medien: Fabian Römer
- Text Pop/Rock: Wolfgang Niedecken
- Text Schlager: Heike Fransecky
- Nachwuchsförderung: Sea + Air (Daniel Benjamin, Eleni Zafiriadou)
- Erfolgreichstes Werk: Mark Forster feat. Sido – Au revoir (Mark Ćwiertnia, Paul Würdig, Ralf Christian Mayer, Daniel Nitt, Philipp Steinke)
- Lebenswerk: Helmut Lachenmann

### 2016
Die Preisverleihung fand am 12. Mai 2016 im Berliner Hotel Ritz-Carlton statt.
- Komposition Pop/Rock: Sonja Glass
- Komposition Jazz/Crossover: Tini Thomsen
- Komposition Hip-Hop: Marten Laciny (Marteria/Marsimoto)
- Komposition Musik für Ensemble: Enno Poppe
- Komposition Musik mit Stimme: Samir Odeh-Tamimi
- Komposition audiovisuelle Medien: Florian Tessloff
- Text Singer-Songwriter: Sven Regener (Element of Crime)
- Nachwuchspreis (Sparte E): Jagoda Szmytka
- Erfolgreichstes Werk: Sido feat. Andreas Bourani – Astronaut (Andreas Bourani, Paul Neumann, Marek Pompetzki, Cecil Remmler, Simon Müller-Lerch, Paul Würdig)
- Lebenswerk: Martin Böttcher

### 2017
Die Preisverleihung fand am 30. März 2017 im Berliner Hotel Ritz-Carlton statt.
- Komposition Rock/Pop: Wallis Bird
- Text Musikkabarett: Sebastian Krämer
- Komposition Hip-Hop: The Krauts (Dirk Berger, David Conen, Vincent von Schlippenbach)
- Text Schlager: Irma Holder
- Komposition für Sinfonik: Olga Neuwirth
- Komposition Musiktheater: Anno Schreier
- Komposition Audiovisuelle Medien: Dürbeck & Dohmen (Jumpel Dürbeck und René Dohmen)
- Erfolgreichstes Werk: Kerstin Ott – Die immer lacht
- Nachwuchspreis in der Sparte E: Brigitta Muntendorf
- Nachwuchspreis in der Sparte U: Von Wegen Lisbeth (Julian Hölting, Matthias Rohde, Robert Tischer, Doz Zschäbitz, Julian Zschäbitz)
- Lebenswerk: Sofia Gubaidulina

### 2018
Die Preisverleihung fand am 15. März 2018 im Berliner Hotel Ritz-Carlton statt.
- Komposition Audiovisuelle Medien: Enis Rotthoff
- Komposition Dance/Elektro: Martin Stimming
- Komposition Experiment Stimme: David Moss
- Komposition Rock/Metal: Rammstein (Richard Z. Kruspe, Paul Landers, Till Lindemann, Flake Lorenz, Oliver Riedel, Christoph Schneider)
- Komposition Solokonzert: Michael Pelzel
- Text Hip-Hop: Prinz Pi (Friedrich Kautz)
- Text Pop: Balbina Jagielska
- Nachwuchspreis (Sparte U): Anna-Marlene Bicking und Lina Maly
- Nachwuchspreis (Sparte E): Kathrin A. Denner
- Erfolgreichstes Werk 2017: Alice Merton und Nicolas Rebscher – No Roots
- Lebenswerk: Klaus Doldinger

### 2019
Die Preisverleihung fand am 14. März 2019 im Berliner Hotel Ritz-Carlton statt.
- Komposition Audiovisuelle Medien: Ralf Wienrich
- Komposition Chormusik: Arvo Pärt
- Komposition Ensemble mit Elektronik: Michael Maierhof
- Komposition Hip-Hop: Crada
- Komposition Jazz/Crossover: Martin Tingvall
- Text Kinderlied: Suli Puschban
- Text Pop/Rock: Maxim
- Nachwuchspreis (Sparte U): Elif Demirezer
- Nachwuchspreis (Sparte E): Mark Barden
- Erfolgreichstes Werk 2018: Namika, die Beatgees (Hannes Büscher, David Vogt, Philip Böllhoff, Sipho Sililo), Sera Finale, Simon Triebel – Je ne parle pas français
- Lebenswerk: Wolfgang Rihm

### 2020–21
Aufgrund der Corona-Pandemie wurde die Verleihung des 12. Deutschen Musikautorenpreises, geplant für den 12. März 2020 im Berliner Hotel Ritz-Carlton, kurzfristig abgesagt. Stattdessen wurden die Preisträger des 12. Deutschen Musikautorenpreises in einer Online-Verleihung im März 2021 bekanntgegeben, die von Nina Sonnenberg moderiert wurde. Zur musikalischen Untermalung trat die Preisträgerin Mine (Kategorie Text Chanson/Lied) auf.
- Komposition Audiovisuelle Medien: Ulrike Haage
- Komposition Klangkunst: Johannes S. Sistermanns
- Komposition Pop/Rock: Thees Uhlmann
- Komposition Metal: Miland Petrozza
- Komposition Musiktheater: Heiner Goebbels
- Text Hip-Hop: Haiyti
- Text Chanson/Lied: Mine
- Nachwuchspreis (Sparte U): International Music
- Nachwuchspreis (Sparte E): Hannes Seidl
- Erfolgreichstes Werk 2019 & 2020: Apache 207 – Roller (prod. by Lucry & Suena)
- Lebenswerk: Bettina Wegner

### 2022
Bis 5. Juni 2021 lief die Nominierungsphase für den Deutschen Musikautoren-Preis 2022. Rund 80.000 Mitglieder der GEMA konnten online Nominierungsvorschläge einreichen. Die Preisverleihung fand am 24. März 2022 im Berliner Hotel Ritz-Carlton statt.
- Komposition Audiovisuelle Medien: Dascha Dauenhauer
- Komposition Hip-Hop: Lucry & Suena (Luis Cruz & Jennifer Allendörfer)
- Komposition Jazz/Crossover: Julia Hülsmann
- Komposition Kammermusik: Zeynep Gedizlioğlu
- Komposition Musiktheater: Chaya Czernowin
- Text Rock/Pop: Grossstadtgeflüster (Jen Bender, Raphael Schalz, Chriz Falk)
- Text Schlager: Michael Holm
- Nachwuchspreis (Sparte U): Ami Warning
- Nachwuchspreis (Sparte E): Eloain Lovis Hübner
- Lebenswerk: Vinko Globokar
- Erfolgreichstes Werk 2021: Kasimir1441, Badmómzjay & Wildbwoys – Ohne Dich (Clemens Reichelt, Jordy Napieray, Daniel Sluga, Markus Gorecki, Marco Tscheschlok, Luca Manuel Montesinos Gargallo)

### 2023
Die Preisverleihung fand am 30. März 2023 im Berliner Hotel The Ritz Carlton statt. In der Jury saßen Robert HP Platz, Annesley Black, Martina Eisenreich, Martin Fliegenschmidt, Johannes Kobilke, Sebastian Krämer und Haiyti (Ronja Zschoche).
- Komposition Audiovisuelle Medien: Volker Bertelmann (Hauschka)
- Komposition Rock/Pop: Robin Grubert
- Komposition Experimentelle Musik/Elektronik: Michael Beil
- Komposition Orchester: Fabio Nieder
- Text Hip-Hop: Jace (Jacob Jüngst)
- Text Kleinkunst/Liedermacher/Chanson: Thomas Pigor
- Komposition Interkulturelle Begegnung: Cymin Samawatie & Ketan Bhatti
- Erfolgreichstes Werk 2022: Miksu / Macloud & T-Low – Sehnsucht (Miksu/Macloud, T-Low, Sizzy, Barsky)
- Lebenswerk: Christian Bruhn
- Nachwuchs: Luna & Farzia Fallah[9]

### 2024
Die Preisverleihung fand am 8. Februar 2024 im Berliner Hotel The Ritz Carlton statt.
- Komposition Dance/Electro: Moderat
- Komposition Hip-Hop: DJ Stickle (Andreas Janetschko)
- Komposition Orchester und Stimmen: Iris ter Schiphorst
- Komposition Percussion: Gerhard Stäbler
- Komposition Schlager: Kerstin Ott
- Text Kinderlied: Volker Rosin
- Text Rock/Pop: Peter Fox
- Lebenswerk: Aribert Reimann
- Nachwuchs: Tym (Sparte U), Dariya Maminova (Sparte E)
- Sonderpreis Inspiration: Annette Humpe
- Sonderpreis Musik & Engagement: Rolf Zuckowski
- Erfolgreichstes Werk 2023: Apache 207 & Udo Lindenberg – Komet (Christopher Brenner, Udo Lindenberg, Lennard Oestmann, Aris Pehlivanian, Marco Tscheschlok, Volkan Yaman)[11]

### 2025
Die Preisverleihung fand am 27. Februar 2025 im Berliner Hotel The Ritz Carlton statt.
- Komposition Elektronische Musik: Christina Kubisch
- Komposition Hip-Hop: Paula Hartmann
- Komposition Orchester: Unsuk Chin
- Komposition audiovisuelle Medien: Stefan Will
- Komposition Musical: Dennis Martin
- Komposition Schlager: Robin Haefs
- Komposition Rock/Pop: AnnenMayKantereit
- Lebenswerk: Wolf Biermann
- Nachwuchs: Felix Dautzenberg und Sara Glojnarić
- Sonderpreis Inspiration: Die Toten Hosen
- Erfolgreichstes Werk 2024: Ayliva featuring Apache 207 – Wunder (Oliver Melchers, Thomas Riese, Berken Dogan, Volkan Yaman, Elif Akar)[12]